# Afficheur fluorescent
Pour les articles homonymes, voir Afficheur et VFD.

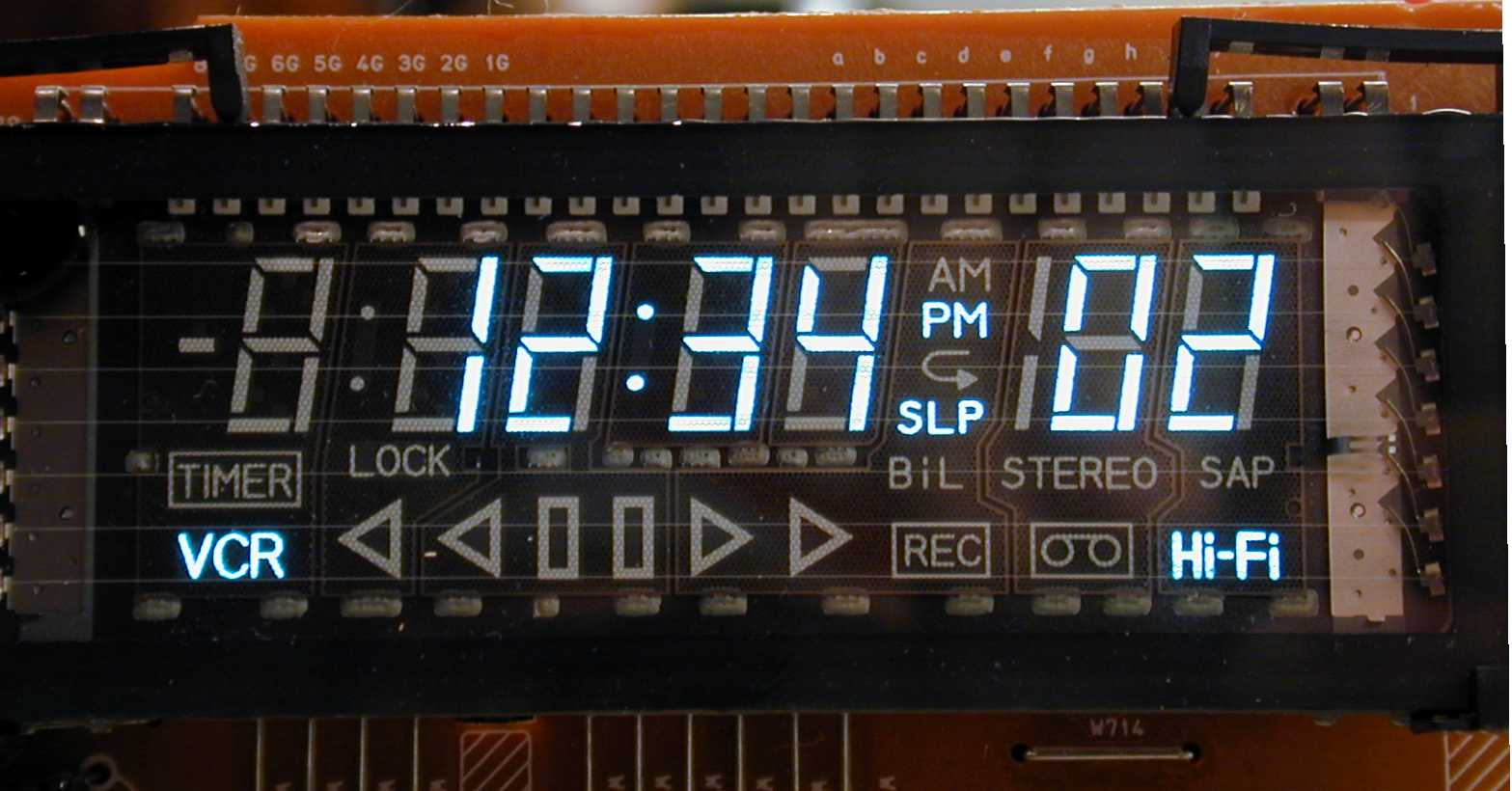
Afficheur fluorescent classique utilisé dans un magnétoscope.

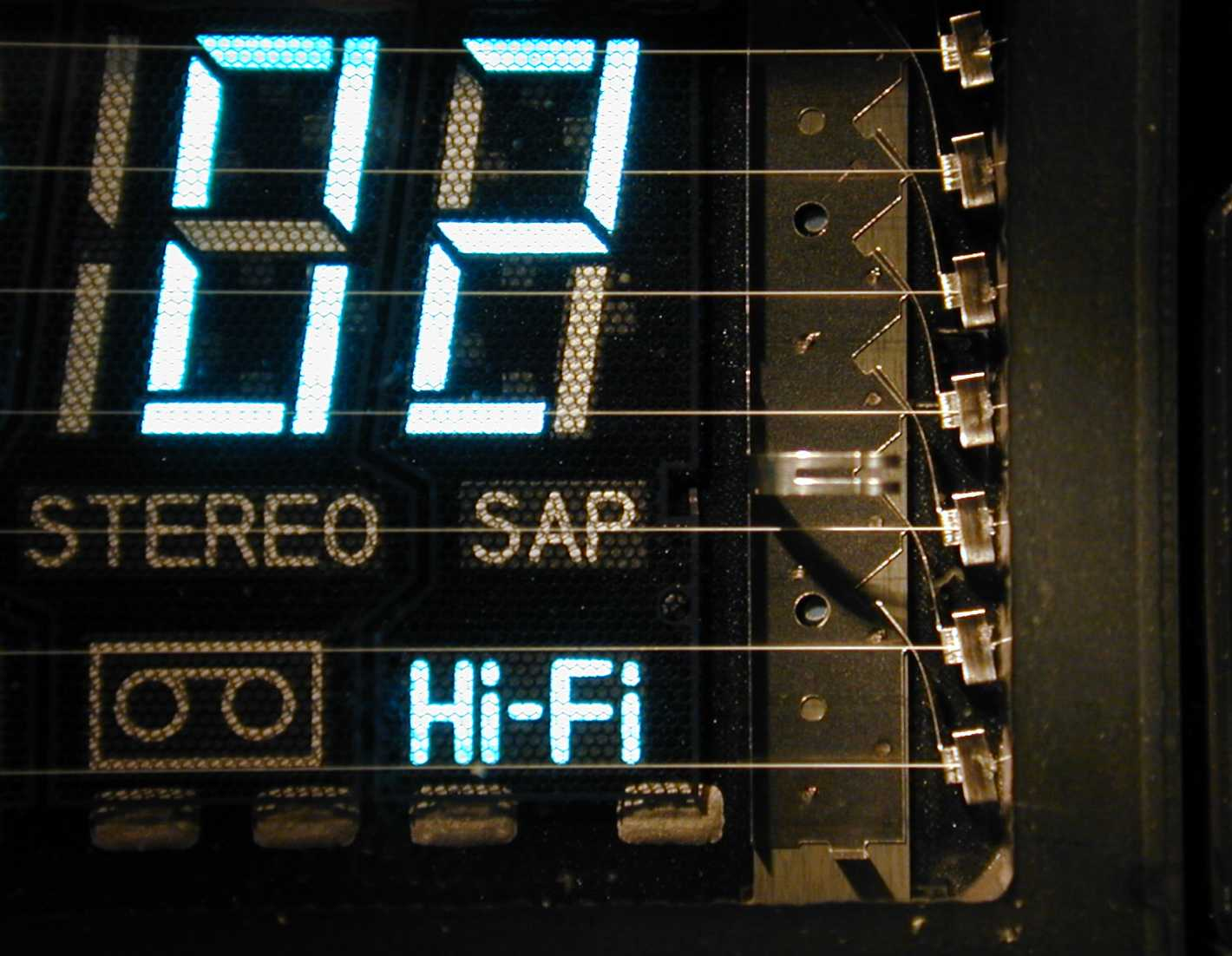
Gros plan d'un afficheur fluorescent sur lequel on note les filaments tendus par les ressorts métalliques visibles à droite.

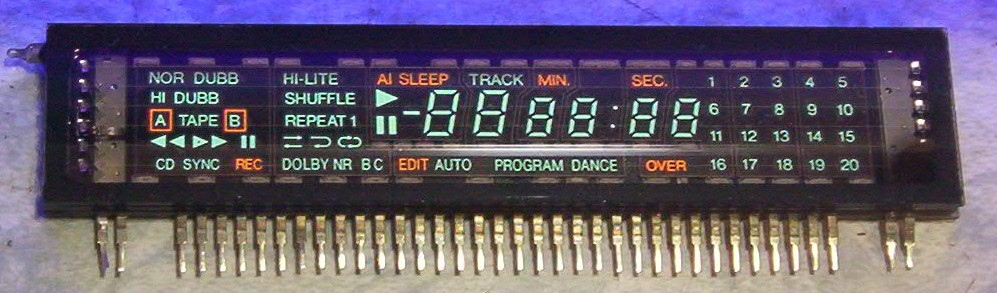
Sous lumière ultraviolette, tous les segments d'un afficheur fluorescent sont visibles.

Un afficheur fluorescent (en anglais VFD pour vacuum fluorescent display) est un dispositif d'affichage utilisé dans des appareils électroniques grand public tels que des magnétoscopes, des autoradios et des fours à micro-ondes. À la différence des écrans LCD, un afficheur fluorescent émet une lumière très intense, présente un contraste élevé, et peut comporter des éléments de couleurs différentes. Cette technologie est liée à la fois au tube cathodique et au tube Nixie.
Ce composant est composé d'une cathode chauffée (filaments), d'anodes (au phosphore) et de grilles, le tout scellé dans une enveloppe de verre où règne un vide poussé. La cathode est composée de fils de tungstène fins, entourée d'oxydes de métaux alcalino-terreux qui émettent des électrons lorsqu'ils sont chauffés par le passage d'un courant électrique. Ces électrons sont contrôlés et diffusés par les grilles faites de fils de métal fins. Si les électrons frappent les surfaces recouvertes de "phosphore", ces dernières émettent de la lumière par fluorescence. À la différence des cathodes des tubes à vide traditionnels qui émettent un halo orange, les cathodes des afficheurs fluorescents sont conçues pour produire des émissions efficaces à des températures bien plus faibles, et elles sont donc presque complètement invisibles.
Le principe de fonctionnement est du même type que celui d'un tube à vide de type triode. Les électrons ne peuvent atteindre (« allumer ») une surface phosphorée que si à la fois la grille et la surface sont à un potentiel positif par rapport à la cathode. Ceci permet aux afficheurs d'être organisés sous forme multiplexée : les grilles et les surfaces forment une matrice, ce qui permet de minimiser le nombre de commandes à lui fournir. Dans l'exemple de l'afficheur de magnétoscope située à droite, les grilles sont organisées de façon que seul un chiffre soit allumé à la fois. Toutes les surfaces similaires de chaque chiffre (par exemple, le segment situé en bas à gauche) sont connectées en parallèle. Le microprocesseur de pilotage active les chiffres un par un, en appliquant une tension positive à la grille de ce chiffre, puis une tension positive aux surfaces voulues. Le flux d'électrons à travers la grille de ce chiffre frappe les surfaces mises au potentiel positif. Le microprocesseur passe d'un chiffre à l'autre à une vitesse suffisante pour faire croire à l'œil humain que tous les chiffres sont allumés en même temps.
Les indications supplémentaires (dans l'exemple, « VCR », « Hi-Fi », « STEREO », « SAP », etc.) sont connectées comme s'il s'agissait des segments d'un ou deux chiffres supplémentaires, ou bien de segments supplémentaires rattachés aux chiffres. Ils sont donc allumés par la même procédure que les chiffres. Certaines de ces indications peuvent utiliser du phosphore qui produit une couleur différente, par exemple de l'orange.
La couleur émise par la plupart des afficheurs fluorescents contient de nombreuses couleurs et peut souvent être filtrée de façon à produire des teintes plus saturées : bleu profond, vert profond, etc., en fonction des desiderata des concepteurs.

## Utilisation
Outre leur luminosité, les afficheurs fluorescent sont robustes, bon marché, et facilement adaptables pour afficher une grande variété de messages. Contrairement aux LCD, la plupart des afficheurs fluorescents peuvent fonctionner par des températures négatives, ce qui les rend bien adaptés aux appareils extérieurs dans des pays froids. Au départ, leur défaut principal était qu'ils consommaient bien plus d'énergie (0,2 W) que les LCD. Ce défaut était particulièrement problématique pour les appareils portables sur piles comme les calculatrices. C'est pourquoi les afficheurs fluorescent furent cantonnés aux appareils reliés au secteur ou équipés d'accumulateurs de grande capacité.
Au cours des années 1980, les afficheurs fluorescents ont fait leur entrée sur le marché automobile, en particulier pour les versions numériques des indicateurs de vitesse et odomètres. Ils sont bien adaptés à ce type d'applications en raison de leur luminosité. Ainsi, les modèles haut de gamme de Subaru en étaient équipés au début des années 1980. Actuellement, les Renault Scenic et Espace utilisent des afficheurs fluorescents pour l'affichage de toutes les fonctions de la planche de bord, y compris l'écran de la radio et l'afficheur multi-messages. Ces afficheurs sont suffisamment lumineux pour être lus en plein soleil, et il est possible de réduire leur luminosité la nuit. Les modèles utilisés chez Renault possèdent quatre couleurs : bleu/vert, bleu foncé, rouge et jaune orangé.
Les afficheurs fluorescents ont également été utilisés de 1979 au milieu des années 1980 dans des jeux vidéo portables. Ces jeux possédaient des écrans lumineux et nets, mais on ne pouvait fabriquer des afficheurs très gros : on utilisait donc souvent des lentilles de Fresnel pour le grossissement. Les premiers jeux de ce type utilisaient des filtres transparents pour changer la couleur de la lumière émise par les surfaces phosphorescentes (généralement le vert) ; ils parvenaient ainsi à des effets de couleur. Ensuite arrivèrent des modèles équipés de tubes en couleur. Les LCD remplacèrent les afficheurs fluorescents, car ils étaient moins chers, consommaient moins d'électricité, et étaient moins volumineux. Depuis la fin des années 1990, les afficheurs LCD rétro-éclairés en couleur à matrice active sont capables de générer des images en couleur à moindre coût, ce qui est un avantage significatif sur les afficheurs fluorescent dont les couleurs et les formes sont fixes. C'est l'une des raisons principales du déclin des afficheurs fluorescents, bien que ceux-ci soient toujours fabriqués.
À partir du milieu des années 1980, les afficheurs fluorescents ont été utilisés pour des applications qui ont besoin de petits écrans très lumineux. Actuellement, les écrans OLED sont en train de prendre la relève sur ce secteur.

## Vieillissement
On constate parfois un affaiblissement de la luminosité dû au vieillissement des afficheurs fluorescents : la quantité d'électrons émis ainsi que l'efficacité du phosphore diminuent. Ce phénomène est plus ou moins rapide en fonction des conditions de fabrication et d'utilisation de l'afficheur. Certains appareils ne peuvent plus être utilisés lorsque l'afficheur n'est plus lisible.
On peut généralement rétablir l'émission en augmentant la tension des filaments. Une augmentation de 33 % peut compenser un affaiblissement modéré, et une augmentation de 66 % un affaiblissement plus important. Néanmoins, cela peut rendre les filaments visibles lors du fonctionnement, bien que le filtre vert-bleu dont les afficheurs sont généralement équipés réduise considérablement la lumière orange du filament.